# Агроном (Курская область)
Агроном — хутор в Суджанском районе Курской области. Входит в состав Замостянского сельсовета.

## География
Хутор находится на реке Смердица (приток Суджи), в 15 км от российско-украинской границы, в 83 км к юго-западу от Курска, в 6,5 км к востоку от районного центра — города Суджа, в 5 км от центра сельсовета  — Замостье.
Климат
Агроном, как и весь район, расположен в поясе умеренно континентального климата с тёплым летом и относительно тёплой зимой (Dfb в классификации Кёппена).

## Население
| 2002 | 2010 |
| ---- | ---- |
| 51   | →51  |

## Инфраструктура
Личное подсобное хозяйство. В хуторе 38 домов.

## Транспорт
Агроном находится в 4 км от автодороги регионального значения 38К-004 (Дьяконово — Суджа — граница с Украиной), в 2 км от автодороги 38К-028 (Обоянь — Суджа), в 4 км от автодороги межмуниципального значения 38Н-515 (38К-028 — Махновка — Плёхово — Уланок), в 1,5 км от автодороги 38Н-614 (Суджа — Пушкарное с подъездом в п. Мирный), в 3,5 км от ближайшей ж/д станции Суджа (линия Льгов I — Подкосылев).
В 107 км от аэропорта имени В. Г. Шухова (недалеко от Белгорода).